# Magdalena Andersson
Eva Magdalena Andersson (født 23. januar 1967 i Uppsala) er en svensk politiker, som er partileder for Socialdemokraterna og tidligere Sveriges statsminister og finansminister.

## Biografi
Andersson har tidligere været overdirektør for Skatteverket. Hun er civiløkonom fra handelshøjskolen i Stockholm, hvor hun tog sin eksamen i 1992. Hun læste ved Harvard University og begyndte en forskerkarriere indenfor nationaløkonomi ved handelshøjskolen, men fuldførte ikke uddannelsen.
3. oktober 2014 blev hun udnævnt til finansminister i Stefan Löfvens første regering.
4. november 2021 blev Andersson på en partikongres valgt til leder af Socialdemokraterna som efterfølger for Stefan Löfven som tidligere havde annonceret sin afgang.
Den 24. november 2021 blev Anderssons kandidatur til statsministerposten forelagt Riksdagen efter af statsminister Stefan Löfven havde trådt tilbage. Der var ikke i Riksdagen flertal for udnævnelse af hende til statsminister, da 117 stemte for udnævnelsen og 174 stemte imod og 57, der undlod at stemme. Tiltræden som statsminister kræver dog ikke et flertal for, men alene at der ikke er et flertal imod. Det var planlagt at den nye regering skulle indsættes på et møde med den svenske konge 26. november 2021. Men nogle timer efter godkendelsen trak Miljöpartiet sig ud af den kommende regering fordi oppositionen havde fået deres forslag til finanslov vedtaget i Riksdagen. Andersson ønskede i stedet nu at danne en regering kun med Socialdemokraterna. Det krævede imidlertid en fornyet godkendelse i Riksdagen at indsætte en regering med en ændret partisammensætning, så indsættelsen af regeringen blev foreløbig udsat.
I en en ny -afstemning 29. november 2021 godkendte Riksdagen Andersson for anden gang som ny svensk statsminister. Der var 101 som stemte for, 75 som stemte blankt og 173 som stemte mod hende som ny statsminister. Det var dermed ikke flere end halvparten som var i mod, og hun kunne dermed anses som godkendt Den 30. november 2021 dannede hun Regeringen Andersson, og hun overtog som Sveriges statsminister efter Stefan Löfven. Regeringsskiftet skete i en konselj (regeringsskifteskonselj eller skifteskonselj) på Stockholms Slot den 30. november kl. 13 under ledelse af kong Carl XVI Gustav.
Ved Riksdagsvalget i Sverige 2022 mistede Magdalena Anderssons regering flertallet i Riksdagen, og Anderssons regering blev afløst en en regering under Ulf Kristersson.